# Begraafplaats van Marke
De Begraafplaats van Marke is een gemeentelijke begraafplaats, gelegen in de Belgische gemeente Marke, een deelgemeente van Kortrijk. De begraafplaats ligt aan de Spinnersstraat op 450 m ten oosten van het centrum (Sint-Brixiuskerk). Ze heeft een onregelmatige vorm en wordt omgeven door een haag en bomen. Door het ruim gebruik van groenaanplant en bomen heeft de begraafplaats het uitzicht van een park. De toegang bestaat uit een bakstenen poortgebouw met een gotische boogpoort dat wordt afgesloten met een tweedelig metalen hek. Het gebouw wordt afgedekt door een zadeldak.
Op de begraafplaats liggen een twintigtal burgerlijke en militaire slachtoffers uit de Eerste Wereldoorlog en Tweede Wereldoorlog.

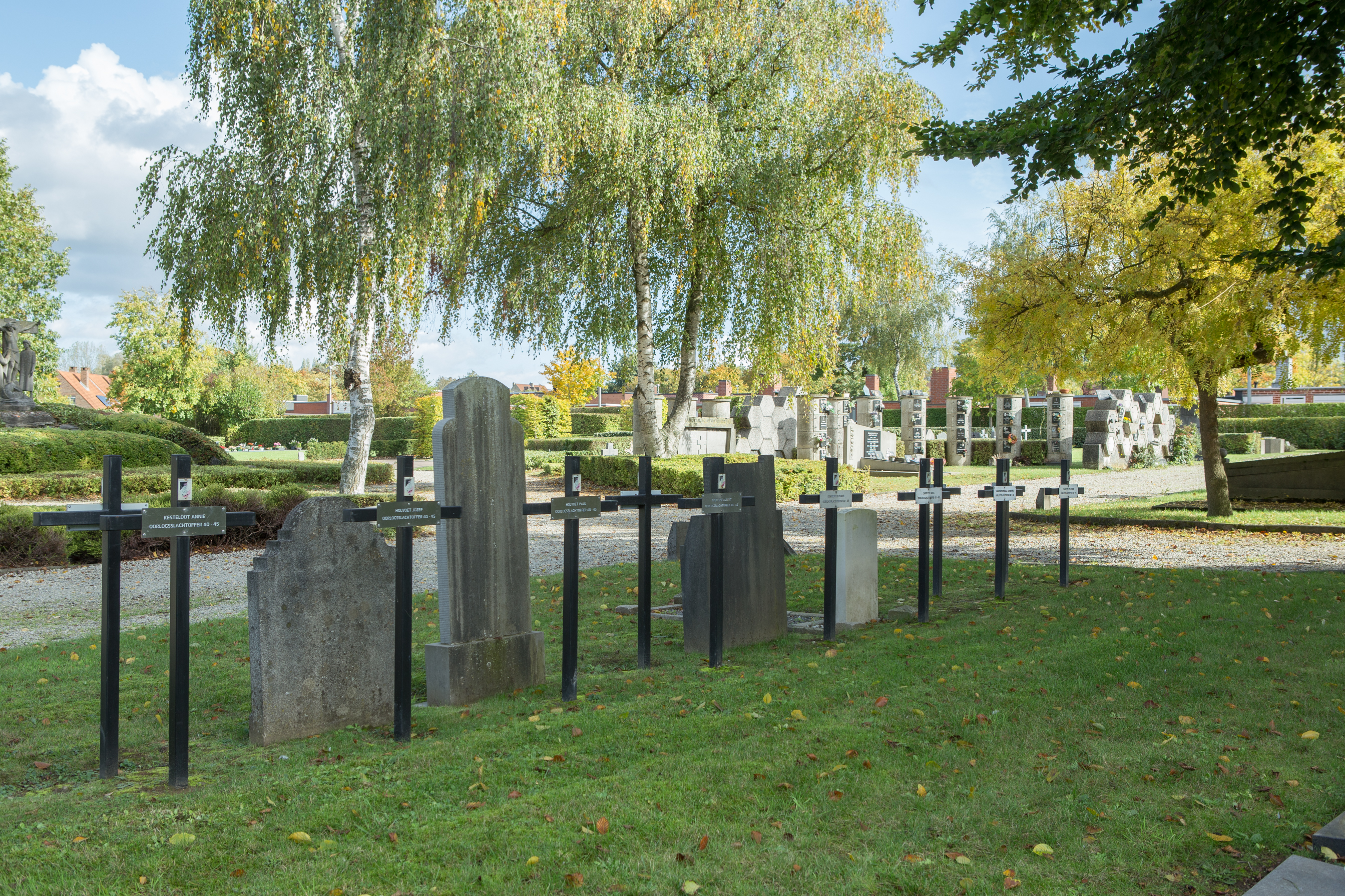
Belgische oorlogsslachtoffers

## Brits oorlogsgraf
Op de begraafplaats ligt het graf van James H. Birtwell, soldaat bij de Lancashire Fusiliers. Hij sneuvelde op 20 oktober 1918 en werd onderscheiden met de Distinguished Conduct Medal (DCM). Zijn graf wordt door de gemeente onderhouden en staat bij de Commonwealth War Graves Commission geregistreerd onder Marke Communal Cemetery.